# Jacob Collier

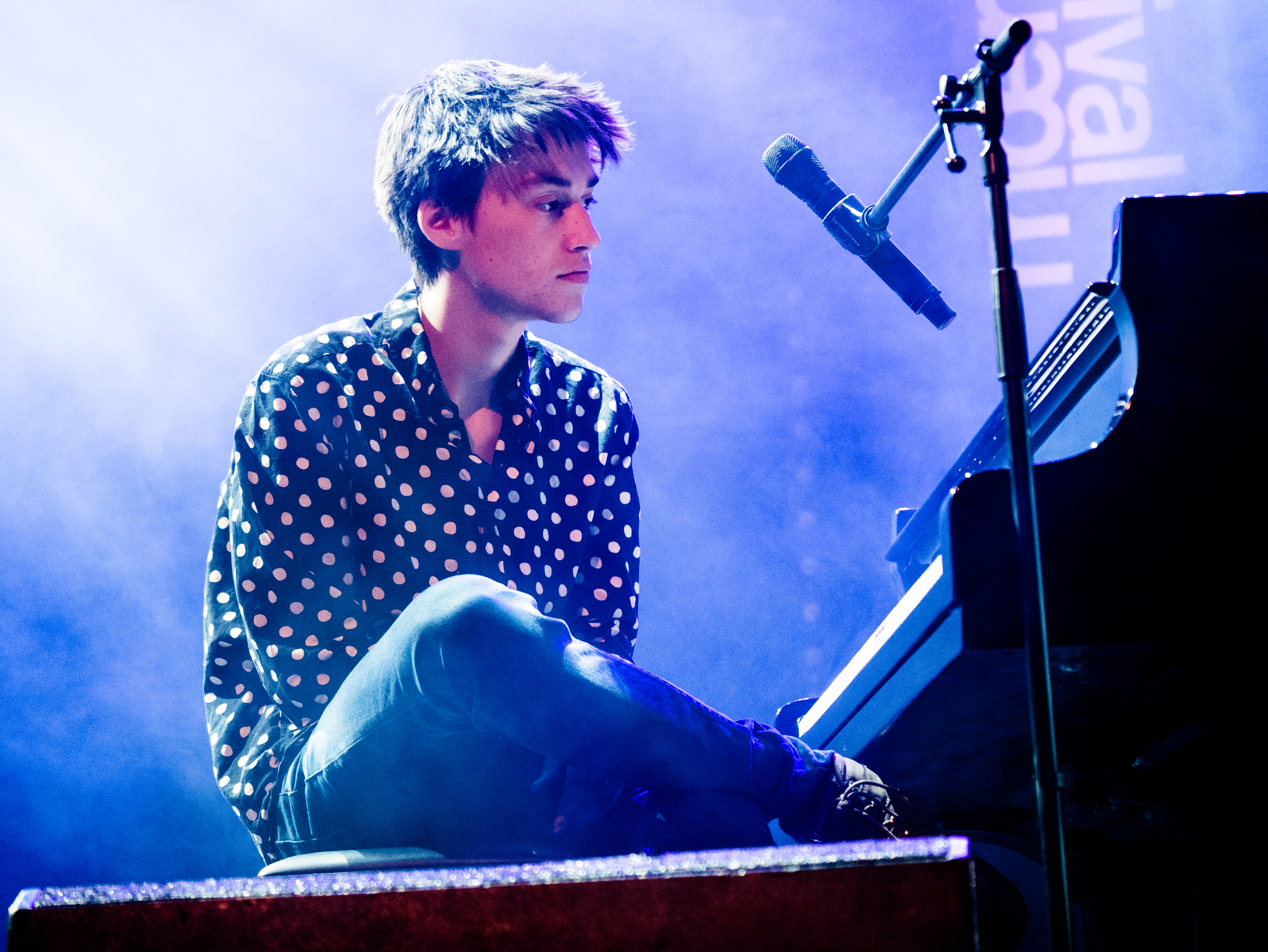
Jacob Collier (2016)

Jacob Collier (* 2. August 1994 in London als Jacob Moriarty) ist ein britischer Sänger, Arrangeur, Komponist und Multiinstrumentalist. 2011 erregten seine selbst produzierten Videos mit Covern erfolgreicher Songs, wie z. B. Stevie Wonders Single Don’t You Worry ’Bout a Thing, auf YouTube Aufmerksamkeit.
Collier veröffentlichte mehrere Alben und wurde bei 15 Nominierungen mit 7 Grammys ausgezeichnet. Sein Stil ist gekennzeichnet durch die Vermischung verschiedener Elemente von Jazz, A cappella, Groove, Folk, Trip-Hop, klassischer Musik, Gospel und Soul mit Improvisation.

## Leben und Karriere
Collier wuchs im Norden Londons mit zwei Schwestern bei seiner Mutter auf. Musik gehörte stets zu seinem Leben und dem Leben seiner Familie. Seine Mutter, Susan Collier, ist eine Musikdozentin, Violinistin und Dirigentin an der Royal Academy of Music. Deren Vater, Derek Collier, war ebenfalls ein an der Royal Academy of Music lehrender Violinist, der mit Orchestern auf der ganzen Welt auftrat. Jacob Collier liebt es nach eigener Aussage, mit seiner Familie Choräle von Johann Sebastian Bach zu singen.
Als Kind war Collier auch Filmschauspieler. Er spielte den kleinen Tim in der Verfilmung des Musicals Eine Weihnachtsgeschichte nach Charles Dickens – Musical. Gleichzeitig vertiefte er sich in klassische Musik und sammelte Erfahrung als Knabensopran, z. B. als einer der drei Knaben in Mozarts Zauberflöte und als „Miles“ in Benjamin Brittens The Turn of the Screw; Britten beeinflusste stark Colliers Verständnis und Anwendung von Harmonik. Collier bekam 2008 die Goldmedaille des Associated Board of the Royal Schools of Music (ABRSM), weil er landesweit die beste Note im „Grade 8 Singing“, einem Gesangs- und Gehörtest, erreicht hatte.
2011 begann Collier in seinem Zimmer selbstgemachte multi-instrumentelle Musikvideos zu produzieren und auf YouTube hochzuladen. Mit seiner Version von Stevie Wonders Isn’t She Lovely, spätestens aber mit dem Cover von Pure Imagination aus dem Film Charlie und die Schokoladenfabrik, schaffte er den Durchbruch. 2013 festigte seine Darbietung von Stevie Wonders Don’t You Worry ’Bout a Thing seinen Ruf als vielversprechendes Nachwuchstalent der Jazzmusik.

### 2014–2015

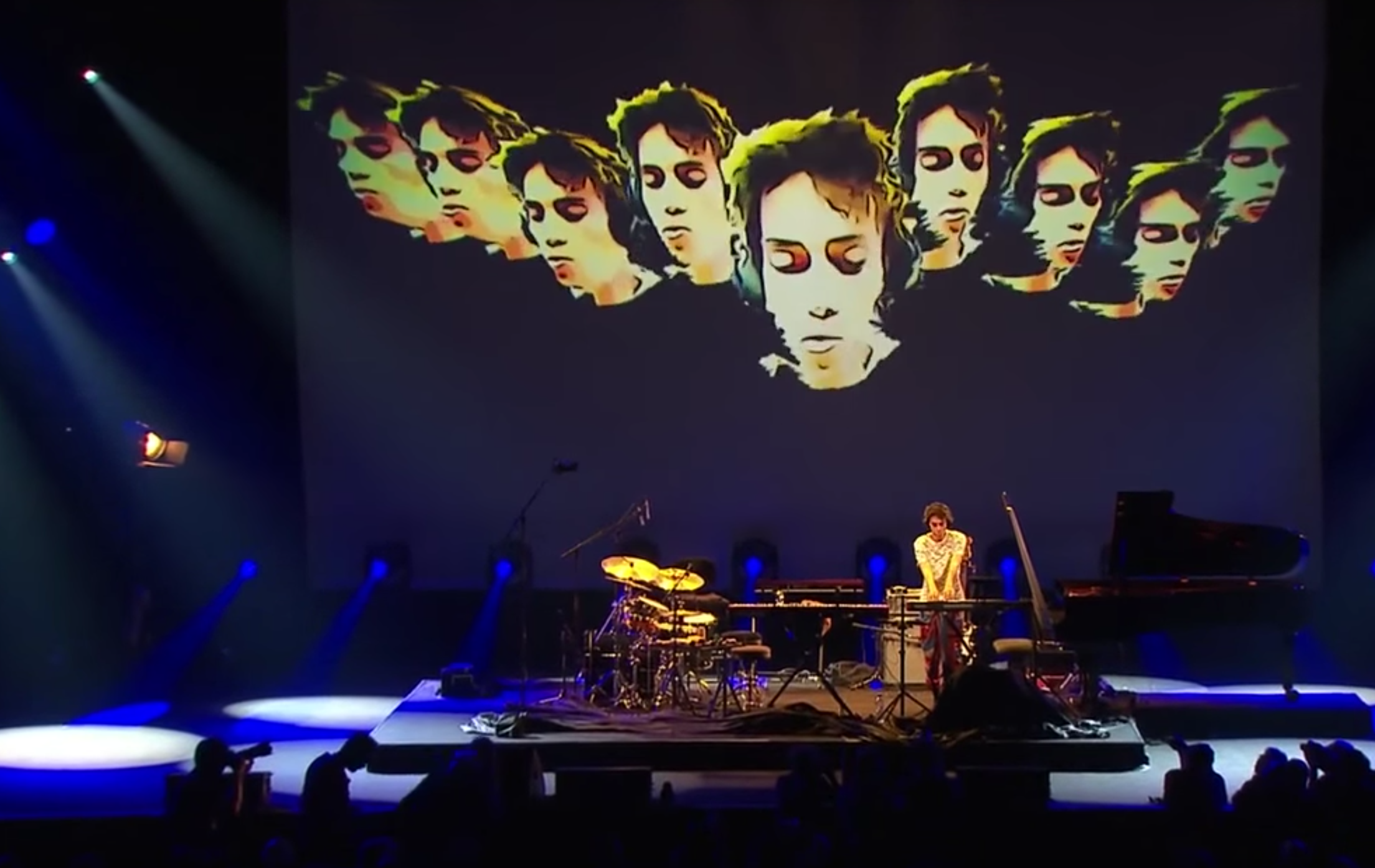
Jacob Collier auf dem Montreux Jazz Festival 2015

2014 wurde er von Quincy Jones entdeckt und von dessen Produktionsgesellschaft unter Vertrag genommen. Zu dieser Zeit nahm Ben Bloomberg, ein Student am MIT Media Lab, über Facebook Kontakt mit Collier auf, weil er mit ihm musikalisches Hardware- und Software-Equipment für Liveauftritte entwickeln wollte. In den folgenden Monaten schufen die beiden ein „Live Performance Vehicle“, das es erlaubte, Colliers YouTube-Videos multimedial abzubilden.
Mit Unterstützung von Louis Mustill und William Young von der Agentur Artists and Engineers wurde Colliers Liveshow fertiggestellt und er begann durch Europa und die USA zu touren. Die technisch aufwändige Show ist geprägt von Schleifen (Loops), die durch verschiedene Instrumente von Collier im Halbkreis um ihn herum in Gang gesetzt werden (Live Looping); dabei werden multi-instrumentelle Loops mit 3D-Echtzeitvideo-Schleifen gekoppelt, um ein audiovisuelles Erlebnis zu schaffen. Ein charakteristischer Bestandteil der Show ist ein „Stimmenharmonizer“, der von Bloomberg und Collier entworfen und gebaut wurde.

“I’ve been able to breathe some life into some pretty insane ideas. [This includes] the invention of my harmonizer at MIT in Boston, which is an instrument which allows me to create multi-vocal harmonies of up to 12 notes, on the spot.”

„Ich konnte einigen ziemlich verrückten Ideen Leben einhauchen. [Darunter auch] die Erfindung meines Harmonizers am MIT in Boston, ein Instrument, das mir erlaubt, Gesangsharmonien mit bis zu zwölf Stimmen vor Ort zu erschaffen.“

Erstmals trat Collier mit seiner Show in Ronnie Scott’s Jazz Club in London auf. Ein paar Wochen später leitete er damit auf dem Montreux Jazz Festival 2015 den Auftritt von Herbie Hancock und Chick Corea ein.
Charakteristisch für Colliers Livedarbietungen ist die Einbeziehung des Publikums, das er zu mehrstimmigem Chorgesang anleitet.

### 2015–2018

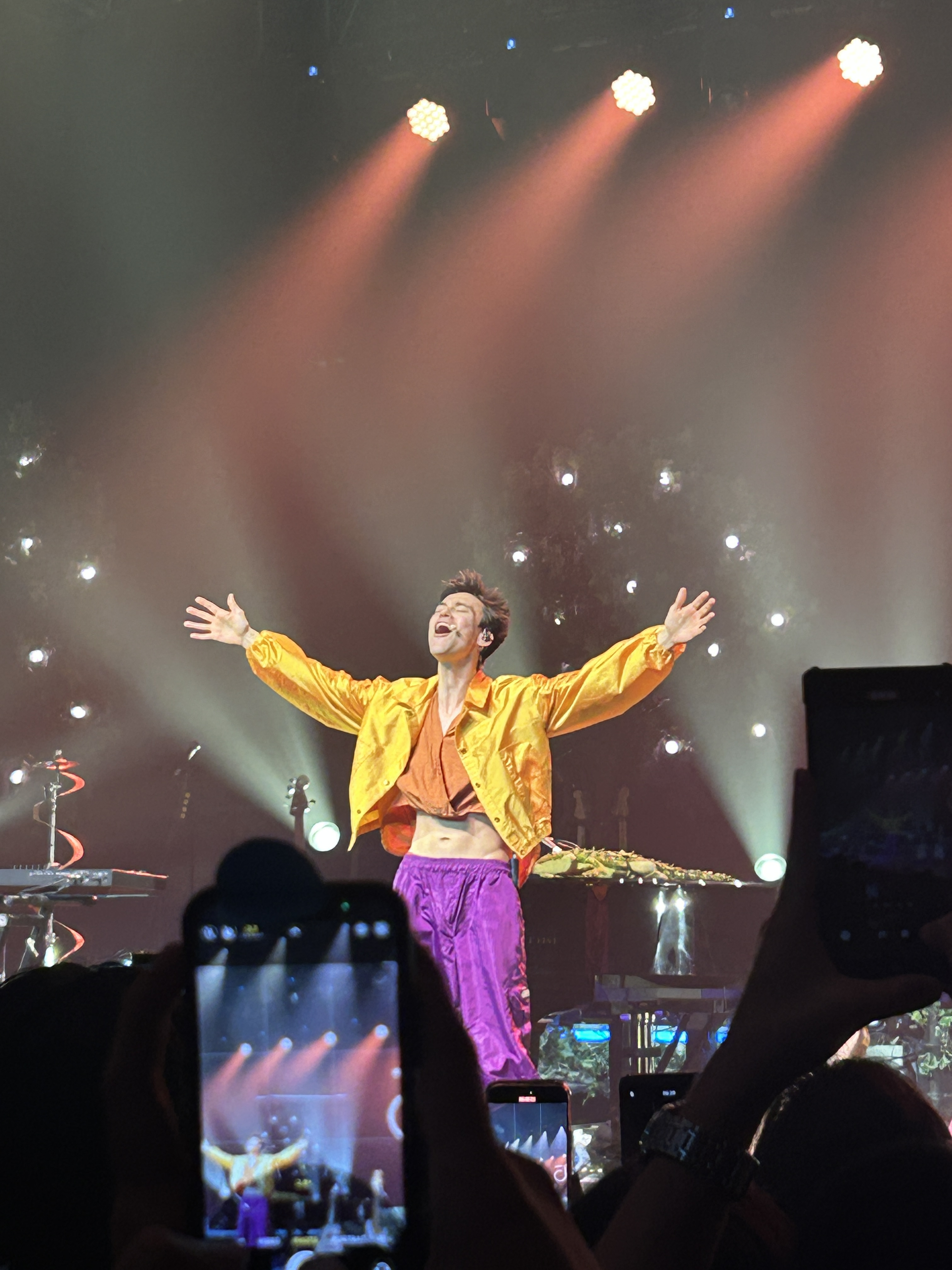
Collier trat 2025 in Manila auf

Im Juli 2015 wandte sich Beats Electronics, das Audiotechnik-Unternehmen von Dr. Dre, an Collier, um von ihm die Musik zu The Game Starts Here, der Kampagne zur Rugby-Union-Weltmeisterschaft in England, erstellen zu lassen. Collier nahm eine A-cappella-Version der bekannten Hymne Jerusalem für den Werbespot auf, der vor jedem Spiel im britischen Fernsehen ausgestrahlt wurde.
Ende 2015 begann Collier mit den Arbeiten an seinem Debütalbum In My Room. Im gleichen Stil wie in seinen YouTube-Videos wurde es ausschließlich von ihm selbst arrangiert, aufgenommen und produziert. Jedes Instrument wurde von ihm selbst gespielt, und acht der elf Stücke schrieb er selbst. Innerhalb von drei Monaten wurde das Album aufgenommen und abgemischt. Wieder war der Aufnahmeort das Musikzimmer in seinem Elternhaus in London, daher der Titel In My Room. In einem Radiointerview mit Front Row Live, einem Programm von BBC Radio 4, erklärte er die Wahl des Ortes:

“This album is representative of how I’ve made music up until this point, in that room … I probably won’t have that world forever in this way, so I wanted to make sure I crystallised for myself how it felt to be there.”

„Dieses Album ist eine Darstellung dessen, wie ich bis heute Musik mache, in diesem Zimmer … Wahrscheinlich wird mir diese Welt so nicht für immer zur Verfügung stehen; darum wollte ich es nicht verpassen, dem für mich eine Form zu geben, wie es gewesen ist, dort drin zu sein.“

Im Vorfeld zur Veröffentlichung von In My Room startete Collier die Kampagne #IHarmU mit Hilfe von Patreon, einer Crowdfunding-Website für Kreativ-Profis: Patreon sendete ihm kurze Musikvideoclips, die er teils rein a cappella, teils mit komplexer Instrumentierung harmonisierte und begleitete. Die so entstandenen Videos wurden auf Facebook, Twitter und Instagram hochgeladen. Die Kampagne hatte seine Gefolgschaft in den Sozialen Medien stark vergrößert. Namhafte Förderer waren der britische Jazzmusiker Jamie Cullum, Ben Folds und Kevin Olusola von der A-cappella-Band Pentatonix, für die er den Titel White Christmas auf ihrem aktuellen Album arrangierte. Bei diesem Titel arbeiteten Pentatonix mit The Manhattan Transfer zusammen.
Sein Album erschien am 1. Juli 2016 und wurde weltweit durch das Label Membran Entertainment Group vertrieben. Das Album brachte ihm für seine Arrangements zwei Grammy Awards: Zum einen für den Song You and I, im Original von Stevie Wonder, zum anderen für eine Aufnahme des Titelsongs der Zeichentrickserie Familie Feuerstein Meet the Flintstones. Nach der Veröffentlichung begab sich Collier mit seiner Show auf eine Welttour, die Musik von seinem Album ebenso wie von seinen YouTube-Videos enthielt.
Am 22. August 2016 nahm Collier bei den BBC Proms an einem Konzert zu Ehren von Quincy Jones in der Royal Albert Hall in London teil, bei dem er, arrangiert von ihm selbst, mit dem Metropole Orkest neben anderen Songs sein In the Real Early Morning präsentierte. Am 19. Juli 2018 trat er mit anderen Musikern in seiner eigenen BBC Proms „Jacob Collier & Friends“ in der Royal Albert Hall auf.

## Diskografie

### Studioalben
- In My Room (2016)
- Djesse Vol. 1 (2018)
- Djesse Vol. 2 (2019)
- Djesse Vol. 3 (2020)
- Djesse Vol. 4 (2024)

### Singles
- Don’t You Worry ’Bout a Thing (2013)
- Fascinating Rhythm (2014)
- Close to You (2014)
- Jerusalem (2015)
- In the Bleak Midwinter (2016)
- Bathtub (mit Becca Stevens, 2017)
- In Too Deep (featuring Kiana Ledé, 2020)
- I Love Being Here with You (2020)
- The Christmas Song (Chestnuts Roasting on an Open Fire) (2020)
- The Sun Is in Your Eyes (2021)
- Flow Freely (mit Justin Kauflin, 2021)
- Fix You (2021)
- Never Gonna Be Alone (featuring Lizzy McAlpine & John Mayer, 2022)
- Wellll (2023)
- Little Blue (featuring Brandi Carlile, 2023)
- Wherever I Go (featuring Lawrence & Michael McDonald, 2023)
- Mi corazón (featuring Camilo, 2024)
- Bridge over Troubled Water (featuring John Legend & Tori Kelly, 2024)
- Winter Wonderland (2024)
- A Rock Somewhere / The Seed (mit Aurora, 2025, Greenpeace-Benefizsingle)
- Keep an Eye on Summer (2025)

### Kompilationen
- Jacobean Essentials (2020)
- Jacobean Chill (2020)
- Piano Ballads – Live from the Djesse World Tour (2022)

### Autorenbeteiligungen
Jacob Collier als Autor in den Charts

| Jahr | Titel Interpreten                                                              | Höchstplatzierung, Gesamtwochen, AuszeichnungChartplatzierungen (Jahr, Titel, Interpreten, Platzierungen, Wochen, Auszeichnungen, Anmerkungen) | Höchstplatzierung, Gesamtwochen, AuszeichnungChartplatzierungen (Jahr, Titel, Interpreten, Platzierungen, Wochen, Auszeichnungen, Anmerkungen) | Höchstplatzierung, Gesamtwochen, AuszeichnungChartplatzierungen (Jahr, Titel, Interpreten, Platzierungen, Wochen, Auszeichnungen, Anmerkungen) | Höchstplatzierung, Gesamtwochen, AuszeichnungChartplatzierungen (Jahr, Titel, Interpreten, Platzierungen, Wochen, Auszeichnungen, Anmerkungen) | Höchstplatzierung, Gesamtwochen, AuszeichnungChartplatzierungen (Jahr, Titel, Interpreten, Platzierungen, Wochen, Auszeichnungen, Anmerkungen) | Anmerkungen                             |
| Jahr | Titel Interpreten                                                              | DE | AT | CH | UK | US | Anmerkungen                             |
| --- | ------------------------------------------------------------------------------ | --- | --- | --- | --- | --- | --------------------------------------- |
| 2020 | Good Days SZA                                                                  | — | AT73 (1 Wo.)AT | CH39 (8 Wo.)CH | UK13 Platin · (15 Wo.)UK | US9 ×5Fünffachplatin · (20 Wo.)US | Erstveröffentlichung: 25. Dezember 2020 |
| 2022 | Firebabe Stormzy featuring Debbie                                              | — | — | — | UK5 Silber · (9 Wo.)UK | — | Erstveröffentlichung: 10. November 2022 |
| Folgende Lieder erschienen nicht als Single, wurden aber durch das Album zum Download und Streaming bereitgestellt und konnten somit eine Platzierung erlangen: |                                                                                | | | | | |                                         |
| |                                                                                | | | | | |                                         |
| 2019 | Church Coldplay                                                                | — | — | — | UK94 (1 Wo.)UK | — | Charteinstieg: 29. November 2019        |
| 2022 | This Is What I Mean Stormzy featuring Black Sherif, Amaarae, Ms Banks & Storry | — | — | — | UK32 (2 Wo.)UK | — | Charteinstieg: 8. Dezember 2022         |

## Auszeichnungen und Nominierungen
Grammy Awards
- 2017:
  - Bestes Instrumental- oder A-cappella-Arrangement: You and I
  - Bestes Arrangement von Instrumenten und Gesang: Flintstones
- 2020:
  - Bestes Instrumental- oder A-cappella-Arrangement: Moon River
  - Bestes Arrangement von Instrumenten und Gesang: All Night Long
- 2021
  - Bestes Arrangement von Instrumenten und Gesang: He Won’t Hold You
  - Nominierungen:
    - Album des Jahres: Djesse Vol. 3; Beste R&B-Darbietung: All I Need
- 2022
  - Nominierungen:
    - Bester R&B-Song: Good Days von SZA (Autor mit Carter Lang, Carlos Muñoz, Solána Rowe und Christopher Ruelas); Bestes Arrangement von Instrumenten und Gesang: The Christmas Song (Chestnuts Roasting on an Open Fire)
- 2023
  - Nominierungen:
    - Album des Jahres: Music of the Spheres von Coldplay (mit anderen Beteiligten); Bestes Arrangement von Instrumenten und Gesang: Never Gonna Be Alone (featuring Lizzy McAlpine & John Mayer)
- 2024
  - Bestes Arrangement von Instrumenten und Gesang: In the Wee Small Hours of the Morning von Säje featuring Jacob Collier (mit Erin Bentlage, Sara Gazarek, Johnaye Kendrick und Amanda Taylor)
- 2025
  - Bestes Instrumental- oder A-capella-Arrangement: Bridge over Troubled Water (mit Tori Kelly und John Legend)
  - Nominierungen:
    - Album des Jahres: Djesse Vol.4; Best Global Music Performance: A Rock Somewhere (featuring Anoushka Shankar and Varijashree Venugopal)

## Belege
1. 1 2  Jacob Collier in der Auszeichnungsdatenbank der Grammy Awards, abgerufen am 18. August 2025
2. 1 2  Jacob Collier – the vocalist/multi-instrumentalist YouTube sensation. In: jazzwisemagazine.com, 29. September 2015.
3. ↑  „Hausmusik und Herbie Hancock“ Abgerufen am 24. Dezember 2016.
4. ↑  Jacob Moriarty bei IMDb
5. ↑  Jacob Collier – Encore. (Memento vom 12. August 2016 im Internet Archive) In: joinencore.com, abgerufen am 8. April 2023.
6. ↑  Ein Genius im Land der unbegrenzten Möglichkeiten. In: stuttgarter-nachrichten.de, abgerufen am 21. Dezember 2016.
7. ↑  Jacob Collier and Ben Bloomberg Turn to DPA Microphones to Record Live Stage Shows. In: audioxpress.com, abgerufen am 23. Dezember 2016.
8. ↑  Quincy Jones presents the future of music with Jacob Collier and Justin Kauflin at Ronnie Scott's. In: jazzwisemagazine.com, abgerufen am 23. Dezember 2016.
9. ↑  Jacob Collier review – jazz’s new messiah. In: theguardian.com, abgerufen am 21. Dezember 2016.
10. ↑  FAZ: Meister in jeder Hinsicht, 11. Juli 2022, abgerufen am 2. Mai 2023
11. ↑  JACOB COLLIER – Membran. Abgerufen am 26. Februar 2020 (amerikanisches Englisch).
12. ↑  Vgl. en:Front Row (radio) in der englischen Wikipedia
13. ↑  Jacob Collier's #IHarmU Vol. 1 und Jacob Collier's #IHarmU vol. 2. Abgerufen am 24. Dezember 2016.
14. ↑  Jacob Collier: BBC Proms: Jacob Collier & Friends. 31. Juli 2018, abgerufen am 2. August 2018.
15. ↑  Prom 7: Jacob Collier and Friends. Abgerufen am 2. August 2018 (englisch).
16. ↑  Chartquellen: Österreich Schweiz UK

| Personendaten    | Personendaten                                                    |
| ---------------- | ---------------------------------------------------------------- |
| NAME             | Collier, Jacob                                                   |
| KURZBESCHREIBUNG | britischer Sänger, Arrangeur, Komponist und Multiinstrumentalist |
| GEBURTSDATUM     | 2. August 1994                                                   |
| GEBURTSORT       | London, England                                                  |